# 青山直晃
青山 直晃（あおやま なおあき、1986年7月18日 - ）は、愛知県一宮市出身の元プロサッカー選手。元日本代表。現役時代のポジションはディフェンダー（DF）。

## 経歴

### クラブ
一宮・中日少年サッカースクール丹陽小、スポーツクラブ岐阜VAMOSを経て、2002年に前橋育英高等学校に入学してサッカー部に入部。3年時には名古屋グランパスの特別指定選手になったが、2005年清水エスパルスに加入。同期入団には兵働昭弘、枝村匠馬などがいる。デビュー戦となった2005年10月29日の名古屋戦で初ゴールを挙げた。2年目以降レギュラーに定着した。
2009年9月ヤマザキナビスコカップ準決勝第2戦の試合中に負傷。後検査の結果、右膝前十字靱帯損傷により6ヶ月の加療を要する見込みであると発表された。翌2010年度シーズンを試合出場はおろかベンチ入りの機会も殆どないまま終えた。12月、翌2011年度からの横浜F・マリノスへの完全移籍が発表された。マリノスには中澤佑二、栗原勇蔵がいることもあり、2011年は7試合、2012年は4試合の先発出場にとどまった。
2013年度からヴァンフォーレ甲府へ完全移籍。シーズン途中にシステム変更もあったが自身は久々にシーズンを通して出場を続け、リーグ戦29試合に出場し残留に大きく貢献した。またこの年の2得点はいずれも後半アディショナルタイムにあげた同点ゴールであり、特に第8節の得点は古巣の横浜F・マリノスから勝ち点をもぎ取る値千金のゴールとなった。
2014年も開幕から先発出場。第5節のベガルタ仙台戦では後半22分にセットプレーのこぼれ球を押し込みシーズン初ゴールを決めた。このゴールにより試合を引き分けに持ち込み、甲府加入後に挙げた3得点はいずれも同点ゴールとなっている。
2015年、タイ・プレミアリーグのムアントン・ユナイテッドFCへ完全移籍。2016年にはムアントン・ユナイテッドのタイ・プレミアリーグ、タイ・リーグカップの二冠獲得に貢献した。
2019年、ガンバ大阪へ完全移籍。しかし、シーズンを通してJ1リーグ戦は出場機会がなく、トップチームでの出場はルヴァンカップ6試合、天皇杯1試合のみにとどまった。
2020年、鹿児島ユナイテッドFCへ完全移籍。シーズン終了後に契約満了により退団した。
2021年1月22日、現役引退を発表。

### 日本代表
2002年にU-16日本代表に選出されてAFC U-17選手権2002に出場したのを始め、高校在学中は毎年年代別代表に選出された経験を持つ。
2006年に、U-21日本代表に招集されてアジア競技大会に出場した。同年8月にはトリニダード・トバゴとの国際親善試合に出場するフル代表チームに選出されたが、この時は出場機会はなかった。2008年北京オリンピックのサッカー競技・アジア予選では、2次予選および最終予選にて合計11試合に出場し、うち4月18日に行われたU-22シリア代表戦および8月22日に行われたU-22ベトナム代表戦で合計2得点を挙げた。
しかし本大会はjリーグで結果を出せずスランプに陥ったことからメンバーに入ることができなかった。

## 所属クラブ
ユース経歴
- - 1998年 一宮･中日少年SS (丹陽小)
- 1999年 - 2001年 スポーツクラブ岐阜VAMOS (丹陽中)
- 2002年 - 2004年 前橋育英高等学校
  - 2004年  名古屋グランパスエイト (特指)

プロ経歴
- 2005年 - 2010年  清水エスパルス
- 2011年 - 2012年  横浜F・マリノス
- 2013年 - 2014年  ヴァンフォーレ甲府
- 2015年 - 2018年  ムアントン・ユナイテッドFC
- 2019年  ガンバ大阪
- 2020年  鹿児島ユナイテッドFC

## 個人成績
| 国内大会個人成績 | 国内大会個人成績 | 国内大会個人成績 | 国内大会個人成績 | 国内大会個人成績 | 国内大会個人成績 | 国内大会個人成績 | 国内大会個人成績 | 国内大会個人成績 | 国内大会個人成績 | 国内大会個人成績 | 国内大会個人成績 |
| 年度             | クラブ           | 背番号           | リーグ           | リーグ戦         | リーグ戦         | リーグ杯         | リーグ杯         | オープン杯       | オープン杯       | 期間通算         | 期間通算         |
| 年度             | クラブ           | 背番号           | リーグ           | 出場             | 得点             | 出場             | 得点             | 出場             | 得点             | 出場             | 得点             |
| 日本             | 日本             | 日本             | 日本             | リーグ戦         | リーグ戦         | リーグ杯         | リーグ杯         | 天皇杯           | 天皇杯           | 期間通算         | 期間通算         |
| ---------------- | ---------------- | ---------------- | ---------------- | ---------------- | ---------------- | ---------------- | ---------------- | ---------------- | ---------------- | ---------------- | ---------------- |
| 2005             | 清水             | 26               | J1               | 6                | 2                | 1                | 0                | 5                | 0                | 12               | 2                |
| 2006             | 清水             | 26               | J1               | 29               | 0                | 2                | 0                | 1                | 0                | 32               | 0                |
| 2007             | 清水             | 26               | J1               | 30               | 1                | 3                | 0                | 3                | 2                | 36               | 3                |
| 2008             | 清水             | 26               | J1               | 33               | 1                | 9                | 0                | 3                | 0                | 45               | 1                |
| 2009             | 清水             | 3                | J1               | 23               | 1                | 9                | 1                | 0                | 0                | 32               | 2                |
| 2010             | 清水             | 3                | J1               | 0                | 0                | 0                | 0                | 0                | 0                | 0                | 0                |
| 2011             | 横浜FM           | 26               | J1               | 10               | 0                | 4                | 1                | 3                | 0                | 17               | 1                |
| 2012             | 横浜FM           | 26               | J1               | 7                | 0                | 4                | 0                | 1                | 0                | 12               | 0                |
| 2013             | 甲府             | 26               | J1               | 29               | 2                | 0                | 0                | 3                | 0                | 32               | 2                |
| 2014             | 甲府             | 26               | J1               | 30               | 2                | 5                | 0                | 1                | 0                | 36               | 2                |
| タイ             | タイ             | タイ             | タイ             | リーグ戦         | リーグ戦         | リーグ杯         | リーグ杯         | FA杯             | FA杯             | 期間通算         | 期間通算         |
| 2015             | ムアントン       | 5                | プレミア/T1      | 29               | 1                | 2                | 0                | 6                | 0                | 37               | 1                |
| 2016             | ムアントン       | 5                | プレミア/T1      | 18               | 1                | 3                | 0                | 2                | 0                | 22               | 1                |
| 2017             | ムアントン       | 5                | プレミア/T1      | 27               | 2                | 5                | 0                | 4                | 0                | 36               | 2                |
| 2018             | ムアントン       | 5                | プレミア/T1      | 27               | 0                | 1                | 0                | 0                | 0                | 28               | 0                |
| 日本             | 日本             | 日本             | 日本             | リーグ戦         | リーグ戦         | リーグ杯         | リーグ杯         | 天皇杯           | 天皇杯           | 期間通算         | 期間通算         |
| 2019             | G大阪            | 30               | J1               | 0                | 0                | 6                | 0                | 1                | 0                | 7                | 0                |
| 2020             | 鹿児島           | 22               | J3               | 18               | 0                | -                | -                | -                | -                | 18               | 0                |
| 通算             | 日本             | 日本             | J1               | 197              | 9                | 43               | 2                | 21               | 2                | 263              | 13               |
| 通算             | 日本             | 日本             | J3               | 18               | 0                | -                | -                | -                | -                | 18               | 0                |
| 通算             | タイ             | タイ             | プレミア/T1      | 101              | 4                | 11               | 0                | 12               | 0                | 124              | 4                |
| 総通算           | 総通算           | 総通算           | 総通算           | 316              | 13               | 54               | 2                | 33               | 2                | 398              | 17               |

| 2019   | G大23  | 30     | J3     | 2 | 0 | 2 | 0 |
| 通算   | 日本   | 日本   | J3     | 2 | 0 | 2 | 0 |
| 総通算 | 総通算 | 総通算 | 総通算 | 2 | 0 | 2 | 0 |

| 国際大会個人成績 | 国際大会個人成績 | 国際大会個人成績 | 国際大会個人成績 | 国際大会個人成績 |
| 年度             | クラブ           | 背番号           | 出場             | 得点             |
| AFC              | AFC              | AFC              | ACL              | ACL              |
| ---------------- | ---------------- | ---------------- | ---------------- | ---------------- |
| 2016             | ムアントン       | 5                | 2                | 0                |
| 2017             | ムアントン       | 5                | 8                | 0                |
| 通算             | AFC              | AFC              | 10               | 0                |

- 公式戦初出場 - 2005年6月11日 ナビスコカップ予選リーグ第6節 vs名古屋グランパス（日本平スタジアム）
- Jリーグ初出場・初得点 - 2005年10月29日 J1第29節 vs名古屋グランパス（豊田スタジアム）
- タイ・プレミアリーグ初出場 - 2015年2月14日 第1節 vsナコーンラーチャシーマー・マツダFC（80周年記念スタジアム）
- タイ・プレミアリーグ初得点 - 2015年10月18日 第26節 vsチェンライ・ユナイテッドFC（サンダードーム・スタジアム）

## タイトル

### クラブ
ムアントン・ユナイテッドFC
- タイ・リーグ1：1回（2016年）
- タイ・リーグカップ：1回（2016年）

### 個人
メニコンカップ 2001年第7回大会 敢闘賞
- Jリーグアウォーズ・優秀選手賞 (2006年、2007年)

## 代表歴
- 2002年 U-16日本代表 AFC U-17選手権2002
- 2006年 U-21日本代表 アジア競技大会
- 2007年 U-22日本代表 2008年北京オリンピックのサッカー競技・アジア予選
- 2008年 U-23日本代表 北京オリンピック バックアップメンバー
- 2006年 日本代表

## CM出演
- TBC「メンズエステティック MEN'S TBC」
  - 『FOR BEAUTIFUL GOAL』篇 (2007年) - 本田圭佑、カレン・ロバート、家長昭博との共演[17]